# جان برنارد بورک
جان برنارد بورک (انگلیسی: Bernard Burke; ۵ ژانویهٔ ۱۸۱۴ – ۱۲ دسامبر ۱۸۹۲) شجره‌شناس و سیاست‌مدار اهل پادشاهی متحد بریتانیای کبیر و ایرلند بود. وی همچنین برندهٔ جوایزی همچون شوالیه (عنوان) شده‌است.